# Asignación Universal por Hijo
La asignación universal por hijo (AUH) para protección social es un seguro social de Argentina que otorga a personas desocupadas, que realizan trabajo no registrado o que ganan menos del salario mínimo, vital y móvil un beneficio por cada hijo menor de 18 años e hijo con discapacidad. La AUH extendió las asignaciones familiares y la protección social a un sector excluido. Entró en vigor el 29 de octubre de 2009 por el decreto 1602/09 del Poder Ejecutivo de la Nación. A partir de mayo de 2011, las prestaciones se complementaron con el lanzamiento de la «asignación universal por embarazo (AUE) para protección social», que se otorga a las futuras madres que se encuentren en las doce o más semanas de gestación.
La asignación además agregaba tres requisitos, acreditar el cumplimiento de los controles sanitarios y del plan de vacunación obligatorio y la concurrencia de los menores a un establecimiento educativo, que tuvieron dos resultados inmediatos: el aumento de la cantidad de niños escolarizados (cumpliendo la asistencia mínima) y la disminución de la muertes infantiles debido a causas evitables, debido a la obligatoriedad del calendario de vacunas. La UNICEF ha destacado la importancia de la AUH, que como otras transferencias monetarias hacia los sectores más vulnerables, "reducen -en promedio- un 31% la pobreza monetaria extrema en niñas y niños."
A mediados del año 2015, más de 3,5 millones de niños y adolescentes se encontraban cubiertos por esta asignación. En octubre de 2023, Anses informó que la cobertura es de 4.100.000 niños de 2.300.000 familias.

## Historia

### Contexto

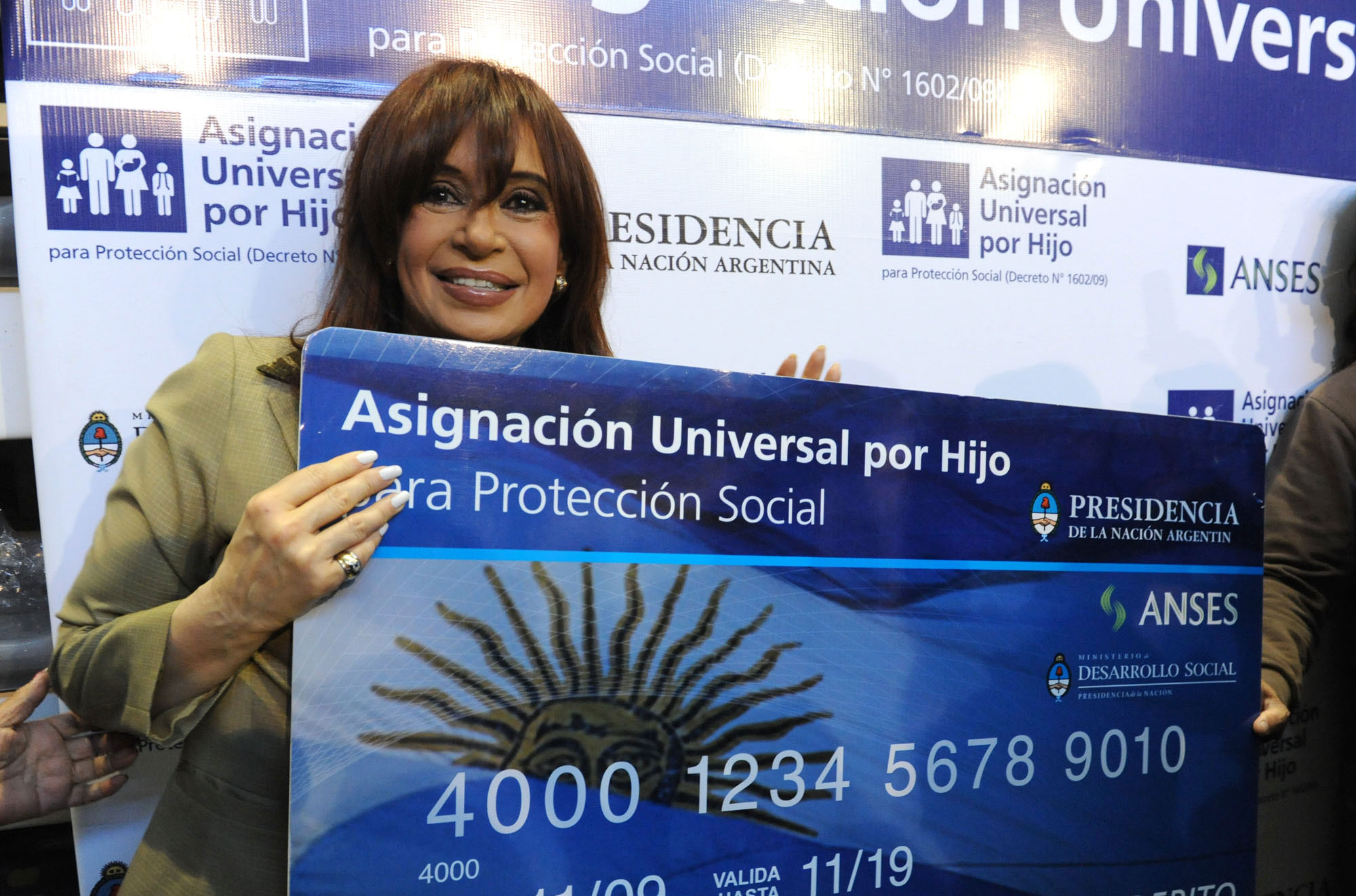
La presidenta Cristina Fernández de Kirchner presenta la tarjeta de la asignación universal por hijo en Mar del Plata.

La UNICEF ha destacado la importancia de las transferencias monetarias hacia los sectores más vulnerables, "que reducen -en promedio- un 31% la pobreza monetaria extrema en niñas y niños."
En el marco de la crisis económica de 1998 a 2002, los índices sociales argentinos crecientemente negativos habían sido calificados por la Comisión Económica para América Latina y el Caribe (CEPAL) como de “catástrofe social endémica”. Argentina tenía a más del 50% de su población con problemas laborales, el 25% de desocupación, al menos 60% de trabajo no registrado y el 15% de la población viviendo por debajo de la línea de indigencia.
A partir de 2003 se verificó en Argentina un aumento significativo de los empleos registrados (trabajo en blanco), que implicó mejores condiciones laborales, producto de la reformulación de una política económica que tenía y tiene como eje fundamental la creación de empleos de calidad. Entre el año 2002 y 2010, se observa un incremento del 66% de trabajadores registrados, mientras que en los períodos previos, desde 1974 hasta 2002, el aumento llegó apenas a ser entre 12% y del 15%.  Este aumento de los empleos registrados hizo retroceder al empleo en negro o no registrado, del 50% que representaba en el año 2002 a un 35% en 2010.
A pesar de estos cambios sustantivos en el mercado de trabajo, aún quedó una proporción muy significativa de trabajadores y familias por fuera de la seguridad social. Cabe señalar, que la Argentina contaba con una rica e histórica experiencia institucional en seguridad social. En efecto, dentro de ella se encuentra el subsistema de asignaciones familiares que cubre a los hijos de trabajadores asalariados registrados. Sin embargo, como una parte importante de los hogares ha tenido solo acceso a trabajos precarios y no registrados, y se encuentran por fuera de la legislación laboral y de la seguridad social.

### Antecedentes
La Asignación Universal por Hijo corresponde a los tipos de políticas universales de ingresos conocidas como Renta Básica Universal que han sido impulsadas en distintas reformas laborales y previsionales en el siglo XX.
Un posible antecedente de «renta básica universal» puede hallarse en el libro de Eva Perón, La razón de mi vida (de 1951), en el que la primera dama proponía, bajo el título «Una idea», dotar a las mujeres argentinas de un ingreso desde el día de su casamiento, con el objetivo de reforzar los lazos de la familia y el matrimonio. Planteando también la posibilidad de asignar otro monto a las mujeres por cada hijo nacido y otras situaciones.
En la época de los 90s y en contraposición a las políticas sociales focalizadas que eran propuestas por el Consenso de Washington, las diputadas de la Unión Cívica Radical, Elisa Carrió y Elisa Carca, presentaron en 1997 el primer proyecto de ley de Ingreso Ciudadano para la Niñez. El proyecto proponía la eliminación de las exenciones al impuesto a las ganancias y el reemplazo de las asignaciones familiares por un único ingreso universal ajustado por el índice de precios al consumidor. Todos los niños serían beneficiarios a través de sus madres, a partir del cuarto mes de embarazo y hasta los 18 años de edad sin excepciones.
Posteriormente al Decreto hubo otros proyectos presentados por diferentes fuerzas políticas, entre ellos uno del Partido Socialista (diputada Silvia Augsburger), dos del Frente para la Victoria (senadora Elena Corregido y diputado Héctor Recalde), de la Unión Cívica Radical (senador Ernesto Sanz), Encuentro Social y Popular (diputada Cecilia Merchán), y Buenos Aires para Todos (diputado Claudio Lozano).

### Implementación
El 29 de octubre de 2009, la presidenta Cristina Fernández de Kirchner firmó el decreto 1602/09 que dispuso un ingreso de 180 pesos mensuales para menores de 18 años.
Los fondos previstos para financiar el sistema son provistos por la ANSES, con una inversión estimada en 10 000 millones de pesos. El anuncio fue realizado en el Salón Mujeres Argentinas de la Casa Rosada, con la presencia de gobernadores y otros dirigentes políticos.
La primera liquidación de la asignación se realizó de acuerdo a las bases de datos de la ANSES en noviembre de 2009, sin precisar que los beneficiarios concurrieran a la oficina a llevar documentaricón. Esto se realizó mediante la depuración de las bases de datos de aquellas relaciones familiares que se encontraban a cargo de las personas que no realizaban aportes al «Sistema Integrado Previsional Argentino» (SIPA). Al mismo tiempo, se capturaron las bases de datos del «Plan Familias» del Ministerio de Desarrollo Social, del «Plan Jefes y Jefas de Hogar» del Ministerio de Trabajo y de los beneficios que otorgaban las provincias, para excluir dichos beneficiarios.
Ya desde el primer pago, la AUH se cobró a través de unas cajas de ahorro creadas para tal fin. Para esto, el Banco Central de la República Argentina realizó una resolución especial para que el ANSES pudiese liquidar, emitir y pagar la asignación directamente en los bancos públicos y privados. En ese mes se crearon aproximadamente dos millones de cajas de ahorro especiales para esta liquidación.[cita requerida]

### Ampliación
Durante el primer año de la Presidencia de Mauricio Macri se firmó un acuerdo entre ANSES, el Ministerio de Desarrollo Social, y UNICEF para elaborar un plan de ampliación y universalización de la Asignación Universal por Hijo entre 2016 y 2020. El acuerdo contempla un préstamo del Banco Mundial por 6.300 millones de dólares que se sumarán a una inversión total de 2 mil millones de dólares en tres años para garantizar la ampliación. Esto se debió a un estudio que afirmaba que un 25,5% de los niños no era alcanzado por ninguno de las transferencias de dinero del Estado, Asignación Universal por Hijo, Asignaciones Familiares, y deducción por hijo del impuesto a las ganancias.
El primer cambio que se realizó para la ampliación de la Asignación fue la eliminación de las restricciones para ser beneficiario de la AUH a quienes percibían otros planes sociales nacionales o locales. Lo que contradijo la idea original de la AUH que restringía a cobrar otros planes paralelamente para cesar del clientelismo político con fondos públicos. Asimismo, se anunció la ampliación de las asignaciones familiares para los hijos de monotributistas y para los empleados con contratos temporales, en diferente medida. Ese mismo año, el gobierno también impulsó la sanción en el Congreso de una ley de devolución del Impuesto al Valor Agregado (IVA) para los beneficiarios de la AUH.

## Sistema

### Características
La AUH (asignación universal por hijo) se abona por cada hijo menor de 18 años (o sin límite de edad si es discapacitado) a las familias que no cuenten con cobertura social y se encuentren en situación de vulnerabilidad, hasta un límite de cinco hijos por grupo familiar, considerando primero a los hijos con discapacidad y a los niños/adolescentes en orden de edad de menor a mayor.
El sexto hijo y los hijos siguientes no reciben la AUH.
Para percibir la AUH, son requisitos que el beneficiario
- sea argentino, extranjero hijo de argentino nativo o por opción, extranjero naturalizado o residente, con residencia legal en el país no inferior a tres años previos a la solicitud;
- acreditar, hasta los cuatro años de edad, el cumplimiento de los controles sanitarios y del plan de vacunación obligatorio;
- acreditar, desde los cinco años de edad, el cumplimiento de los controles sanitarios, del plan de vacunación obligatorio y la concurrencia de los menores a un establecimiento educativo.[24]

La administradora de la AUH es la ANSES (Administración Nacional de la Seguridad Social), que además emite la Libreta de la seguridad social, salud y educación, un documento que funciona como instrumento de control del cumplimiento de los requisitos de controles médicos, vacunación, inscripción al Plan Nacer y la asistencia regular a la escuela pública. Esta libreta debe ser presentada anualmente para demostrar haber realizado los controles sanitarios y que concurre a un establecimiento educativo.
En el momento de su creación, la AUH era incompatible con las prestaciones de otros planes sociales, tanto provinciales como nacionales, por lo que, de haber acumulación, los beneficiarios debían renunciar a uno de estos subsidios.
En el momento de su implementación, la Asignación por Hijo estaba limitada a los alumnos de la educación pública; no obstante, durante varios meses se les pagó a los alumnos de escuelas privadas, hasta que la Anses ordenó dejar de pagarles en septiembre de 2010. Pocas semanas más tarde, la presidenta Cristina Fernández ordenó continuar pagando esas asignaciones, y la Anses llevó adelante un relevamiento por el cual se determinó la situación social y de ingreso de las familias afectadas, el valor de los aranceles que se pagaban en esas escuelas, y si había otras ofertas educativas en la zona. En el año 2011, se extendió ese beneficio a la totalidad de los alumnos que concurren a escuelas públicas de gestión privada, de escuelas subsidiadas por el Estado, o que se encuentren en una situación de "vulnerabilidad social", que no se despeja cuando asiste a un establecimiento privado de baja cuota.
Desde 2021, Anses no da de baja la prestación a las familias que no cumplen con la presentación de la Libreta a tiempo. Sin embargo se pierde el derecho al cobro de la retención aplicada hasta ese momento.

#### Utilización de la tecnología SMS
El 5 de noviembre, el ANSES emitió un aviso por televisión en el que instaba a los ciudadanos que podrían llegar a ser beneficiarios a que enviaran un SMS con su número de documento, la letra M o F (según sexo) y la palabra Hijos a un número telefónico del organismo. El sistema informático recibía el mensaje de texto, buscaba en la base de datos de relaciones personales y devolvía otro SMS con la cantidad de hijos que tenía registrados en relación con ese CUIL. Este sistema fue repetido el 20 de noviembre, donde a través de un nuevo corto publicitario, se les decía a los beneficiarios que enviaran la palabra COBRO al número de la ANSES, con su número de documento, para informarles cuándo y dónde cobrarían. 
Fue la primera vez en la historia del país en donde un organismo público utilizó este tipo de comunicación personalizada -microsegmentada- para contactarse con la ciudadanía. Entre noviembre y diciembre de 2009, ANSES intercambió aproximadamente 3.800.000 SMS.

### Importe
En los primeros cuatro años de funcionamiento de la AUH, el monto pagado ha sido aumentado anualmente, mediante decretos presidenciales. El último de estos aumentos fue otorgado en junio de 2015. En esa fecha, el importe de la misma fue de 837 pesos, de los cuales se percibe el 80 %, mientras que el 20 % se acumula todos los meses, hasta mediados de marzo del año, oportunidad en la que el saldo acumulado es pagado previa presentación de la Libreta Nacional de Seguridad Social, Salud y Educación, en la cual se dejan constancias de que al menor se le han hechos los controles sanitarios o médicos, y que ha concurrido a la escuela. 
En julio de 2015, el Cristina Fernández de Kirchner envío al congreso una ley para que la Asignación Universal por Hijo, junto a la Asignación por Embarazo y las Asignaciones Familiares, sea actualizada en forma automática de manera automática, con el mismo cálculo con el que se actualizan los haberes jubilatorios. De esta manera, en el mes de marzo de 2016, la AUH fue actualizada y su monto fue determinado en 966 pesos.
| Montos actuales       | Montos actuales | Montos actuales | Montos actuales | Montos actuales | Montos actuales | Montos actuales |
|                       | General         | General         | General         | Zona 1          | Zona 1          | Zona 1          |
| Tipo de asignación    | Total           | 80%             | 20%             | Total           | 80%             | 20%             |
| --------------------- | --------------- | --------------- | --------------- | --------------- | --------------- | --------------- |
| Embarazo              | 2.652           | 2.121,60        | 530,40          | 3.448           | 2.758,40        | 689,60          |
| Hijo                  | 2.652           | 2.121,60        | 530,40          | 3.448           | 2.758,40        | 689,60          |
| Hijo con Discapacidad | 8.642           | 6.913,60        | 1.728,40        | 11.235          | 8.988           | 2.247           |
| Ayuda Escolar Anual   | 2.115           | -               | -               | 2.115           | -               | -               |

El monto se actualiza trimestralmente con la Ley de Movilidad. Desde marzo, el importe general es de $11.465 por menor y $37.336 por hijo con discapacidad. En la Zona 1, dichos valores se elevan a $14.905 y $48.537, respectivamente.
A partir de marzo del 2023, se ha tomado la decisión de equiparar el límite máximo de ingresos de las Asignaciones Familiares con el nivel de ingresos mínimo requerido para comenzar a tributar el Impuesto a las Ganancias. Como resultado de esta medida, el nuevo límite máximo será de $404 mil.
Es importante destacar que esta medida se aplicará de forma permanente. Es decir, cada vez que se actualice el nivel de ingresos mínimo necesario para tributar el Impuesto a las Ganancias, se actualizará el límite máximo para la percepción de la Asignación Universal por hijo.
Conforme al Decreto 5/2023, se paga el 100% del beneficio a titulares con Certificado Único de Discapacidad (CUD) vigente. Lo mismo ocurre a quienes no cuentan con cuidado parental y viven en hogares.

### Financiamiento
La AUH, junto a las asignaciones familiares que cobran los trabajadores registrados, integran el Fondo de Garantía de Sustentabilidad del Sistema Integrado Previsional, que es el fondo creado en el traspaso de los fondos de las AFJP al actual Sistema de Reparto.
Este sistema cuenta con los aportes de los aportes de los trabajadores y las contribuciones de los empleadores, recursos tributarios de afectación específica, como el IVA, Ganancias, entre otros, y transferencias del Tesoro Nacional.
Además, la financiación de todo el sistema de seguridad social fue reforzada por única vez con un préstamo del Banco Internacional de Reconstrucción y Fomento (BIRF) de 480 millones de dólares en marzo de 2010.

### Tarjeta Alimentar
Los beneficiarios de la AUH con hijos de hasta 14 años, inclusive, y con discapacidad reciben la Tarjeta Alimentar. Su otorgamiento es directo gracias a un cruce de información entre Anses y el Ministerio de Desarrollo Social. Desde marzo de 2023, el importe es de $17.000 por un hijo, $26.000 por dos y $34.000 por más.

### Reintegro en compras con tarjeta de débito
La AFIP aplica un 15% de reintegro a las compras realizadas por estos beneficiarios con la tarjeta de débito vinculada a la cuenta de la seguridad social en la cual se cobra la prestación. Se aplica un tope de devolución mensual de $2.028 por un hijo y $4.057 por más.

## Impacto

### Social
Este tipo de transferencias, desde el punto de vista de la distribución de la renta, es progresivo. Se estima que aproximadamente 3,6 millones de niños reciben cada mes la asignación. Una diferencia fundamental con modalidades anteriores es que es la mujer la que cobra la asignación la mayoría de las veces, y no los hombres que (en algunos, pero no todos los casos) cobraban dinero por hijos que ni siquiera eran parte de su propio núcleo familiar, sino de familias anteriores.
Según el exvicepresidente de Argentina Amado Boudou «Esta política puso en pie de igualdad a toda la población: aquellos que ya lo percibían por tener un empleo formal o aquellos que ya lo recibían como una deducción al impuesto a las ganancias, con aquellos que están en negro.» En el primer caso, Boudou se refería a que un trabajador en relación de dependencia no percibe la AUH, sino las llamadas «asignaciones familiares»; en el segundo caso, se refería a las personas físicas que pagan el Impuesto a las Ganancias, quien pueden a su vez deducir cargas de familia, reduciendo la base imponible de dicho impuesto.
La AUH es una transferencia del Estado hacia las familias que genera el mismo efecto económico que las deducciones personales (disminución de carga) que se permiten en el Impuesto a las Ganancias de los contribuyentes en blanco. En otras palabras, se considera que un trabajador en blanco percibe la AUH como una deducción en el impuesto a las ganancias.
Según un informe de la Organización Iberoamericana de Seguridad Social, el plan permitió elevar hasta 26% el acceso a la comida y representa el 40% de ingreso de hogares pobres. Asimismo, se observa una reducción de 11.5% en el indicador de maternidad adolescente desde su implementación e incrementos en los niveles de escolaridad. En 2013 se promulgó el decreto 614/13 del Poder Ejecutivo Nacional, cuyo artículo 7 establece que sean las madres quienes tengan prioridad para cobrar la AUH. En dicho decreto se menciona:

Que la mujer es uno de los pilares fundamentales en el que se apoya la familia y la sociedad, teniendo un rol fundamental en el cuidado de los hijos.

Que dicha condición la hace esencial al momento de ser la receptora de los recursos otorgados por la Seguridad Social para dar cobertura a los niños, adolescentes y personas con discapacidad.
Decreto 614/13, P.E.N.

#### Pobreza e indigencia
Según estudios del Centro de Estudios e Investigaciones Laborales, dependiente del CONICET (Consejo Nacional de Investigaciones Científicas y Técnicas), la pobreza total del país se redujo del 26,0 % al 22,6 % en 2010, sacando de la pobreza entre 1,4 y 1,8 millones de personas, de las cuales entre 0,7 y 1,1 millones eran menores.
Siguiendo la misma tendencia, la indigencia disminuyó del 7,5 % al 3,4 %. Además la brecha entre ricos y pobres, que luego de la crisis económica de 2002 se situaba en 39,4 veces, cayó desde 24,8 veces (en 2009) hasta 14 veces (en 2010), llegando al nivel más bajo desde 1986 y posicionando a Argentina nuevamente como el país más igualitario de Latinoamérica. Por otra parte, el número de chicos escolarizados a nivel nacional ha aumentado un 27 %, de acuerdo a la información suministrada por el INDEC (Instituto Nacional de Estadísticas y Censos).
Para 2011, la pobreza total del país se redujo un 21,9 % y los hogares con indigencia se redujeron en un 42,3 %. Asimismo, se registró una baja en la desigualdad del 20 %.

### Educativo
Según un estudio realizado por el Ministerio de Educación a partir de investigaciones realizadas por seis universidades nacionales, los requisitos de asistencia a una institución educativa se reflejaron positivamente en varios aspectos de la educación.
- Contribuir a generar «conciencia» respecto de la importancia de la asistencia escolar de modo tal vez hasta más potente que las leyes educativas mismas.
- Poner en valor la educación pública y la institucionalización de derechos sociales como plataforma desde donde interpretar la inclusión social de los sectores históricamente postergados.
- Dinamizar procesos en marcha de políticas de inclusión educativas implementadas a nivel nacional y en las distintas jurisdicciones.
- Aumentar la matrícula escolar.
- Mejorar la asistencia y la retención escolar de los estudiantes.

Tomando las edades en que los jóvenes asisten al secundario (13 a 18 años), el porcentaje de quienes asisten a la escuela ascendió de 84,9 a 88 por ciento en los dos primeros años a partir de la implementación del programa. Bajo una investigación coordinada por seis universidades nacionales, tomando casos, en 7 provincias, se comprobó una reincorporación efectiva de 130.000 chicos a la escuela, que estaban afuera del sistema educativo. Segundo, confirmamos que a partir de la vigencia de la AUH se ha logrado mejorar el presentismo en la escuela. en tanto desde su implementación hasta 2014 el ausentismo en la provincia de Buenos Aires descendió un 39:8 por ciento, en tanto se incrementó en un tercio el ingreso de estudiantes universitarios pertenecientes a sectores vulnerables a las universidades públicas nacionales.
En 2015 la ayuda escolar anual se extendió a la asignación universal por hijo,  los titulares que la perciben quedaron en iguales condiciones que los trabajadores formales, beneficiando a 2.681.484 niños, niñas y adolescentes de 4 a 17 años.

### Sanitario
Según un estudio sobre el Plan Nacer y la condicionalidad de AUH hizo que la demanda sobre el mismo, creciera con relación al año 2008 en un 97% (si consideramos que en este año se tenía un escenario sin AUH). Es en este programa donde se percibe claramente el impacto en las atenciones médicas y donde se corrobora la hipótesis que la condicionalidad ha provocado mayor inclusión en la prestación de servicios de salud. Se produjo un incremento en los controles de crecimiento y desarrollo que puede vincularse a la AUH.
Los controles de crecimiento y desarrollo han aumentado en un 21% en el periodo 2009/2010.La AUH ha permitido acercar a la población de sectores vulnerables a los centros de salud, garantizando el derecho de los niños a realizarse controles de crecimiento y desarrollo y cumplir con el calendario de vacunación.

## Críticas
Algunos referentes de la oposición mostraron sus diferencias con el decreto de la Asignación Universal por Hijo que firmó el gobierno porque consideraban que debía ser más amplio y tener carácter de ley y no de decreto. En ese sentido se presentaron varios proyectos.
La coautora del proyecto de Ingreso Ciudadano para la Niñez, Elisa Carrió, se quejó de que la AUH fuese realizada por un decreto de necesidad y urgencia, quitando al Congreso de la Nación la posibilidad de debatir la propuesta oficial junto con los proyectos que ya tenían trámite parlamentario.  Elisa Carrió había manifestado su rechazo al proyecto de ley para establecer la asignación por hijo para madres sin cobertura social o desocupadas y propuso «que en su lugar se pueda llevar a la práctica nuestro proyecto, que tiene estado parlamentario desde hace doce años». Carrió y colaboradores venían proponiendo, desde 1997, el Fondo del Ingreso Ciudadano de la Niñez (FINCINI) ante el Congreso de la Nación, que, a diferencia de la Asignación Universal por Hijo, debían cobrar la totalidad de los niños y niñas argentinos hasta los 18 años, fueran ricos o pobres. Elisa Carrió consideró que el decreto de AUH era un tema que utilizaba la presidenta Cristina Fernández de Kirchner para «entretener» a la sociedad.
La otra coautora del Ingreso Ciudadano para la Niñez, Elisa Carca, se expresó en contra de la AUH por considerarla demasiado "burocrática", ya que esta asignación obliga a las madres a presentar la libreta escolar de sus hijos —con la asistencia mínima requerida— en escuelas públicas (excluyendo las escuelas privadas y las privadas con aportes del Estado) y a presentar la libreta sanitaria con todas las vacunas aplicadas. Si la madre no presenta ambas libretas en regla, se le retiene el aporte hasta tanto las presente, y entonces se le entrega la suma de todos los porcentajes que se le retiraron cada mes. Sin embargo, el proyecto del Ingreso Ciudadano para la Niñez también tenía obligaciones similares.
El Proyecto Sur, con Claudio Lozano, al igual que Carrió y Carca, se opuso a que fuera la ANSES la que financiara la asignación, aunque en el proyecto presentado por estas dos últimas también fuera la ANSES la responsable del beneficio. Esto se debió a la integración de la Asignación Universal dentro del programa de Asignaciones Familiares, algo que también fuera criticado por la oposición porque significa una actualización diferenciada entre quienes reciben la asignación familiar por empleo, la AUH y la exención por hijo del impuesto a las ganancias, dejando fuera a otros hijos de trabajadores como son los hijos de monotributistas y autónomos.
En otro sentido, hubo personalidades públicas que criticaron el decreto con el argumento de que promovía el embarazo adolescente. La cantante Lucía Galán (del dúo Pimpinela) afirmó que «hay mujeres que quedan embarazadas para cobrar la asignación universal por hijo». También Chiche Duhalde afirmó que «niñas de 12 o 13 años se embarazan para cobrar un plan social».
El exministro de Salud Pública y exdiputado nacional por Corrientes, Julián Dindart,  se vio obligado a renunciar a la comisión de Familia, Mujer, Niñez y Adolescencia luego de afirmar que «las mujeres que reciben la Asignación Universal buscan tener otro hijo para tener más de dinero».
El secretario general del gremio de peones rurales (UATRE), Momo Venegas, también afirmó que las niñas «se embarazan a los diez años para cobrar la Asignación Universal».
La bailarina Silvina Escudero también aseguró que «Yo ahora como empresaria quiero contratar personas que quieran trabajar y quiero ponerlas en blanco, pero hay personas que no quieren. Quieren estar en sus casas teniendo hijos y ganar plata con eso».
También el empresario Enrique Pescarmona afirmó que «las chicas de 14 años se preñan y tienen un bebé para que les den unos mangos con la Asignación Universal Por Hijo». Miguel del Sel también afirmó que «que es necesario investigar si la Asignación Universal que cobran las mujeres embarazadas repercutió en un aumento de la cantidad de “chicas de 12 o 13 años que se embarazan para cobrar».
El entonces senador de la Unión Cívica Radical, Ernesto Sanz, declaró que los recursos de la AUH se estarían yendo «por la canaleta del juego y la droga».